# Catasetum dunstervillei
Catasetum dunstervillei är en orkidéart som beskrevs av Gustavo Adolfo Romero och Germán Carnevali. Catasetum dunstervillei ingår i släktet Catasetum och familjen orkidéer. Inga underarter finns listade i Catalogue of Life.